# Lucchese Calcio
La Lucchese Calcio S.S.D.R.L., meglio nota come Lucchese, è una società calcistica italiana con sede nella città di Lucca. Milita in Eccellenza, la quinta divisione del campionato italiano di calcio. 
Fondata nel 2025, è erede della tradizione sportiva iniziata nel 1905 con la fondazione del Lucca Football Club e poi transitata attraverso altre tre rifondazioni avvenute nel 2008, 2011 e nel 2019; è stata dichiarata fallita il 22 maggio 2025, venne poi iscritta nel campionato di Eccellenza Toscana.
La FIGC considera la Lucchese al quarantanovesimo posto nella graduatoria della tradizione sportiva dei club ad essa affiliati. La Lucchese si trova inoltre al 44º posto nella classifica perpetua della Serie A ed al 51º posto nella classifica perpetua della Serie B.
I colori sociali sono il rosso e il nero. Disputa le gare casalinghe allo stadio Porta Elisa.

## Storia

### Le origini e i primi due campionati nella massima serie
Il 25 maggio 1905 il calcio arrivò a Lucca. il Lucca Football Club venne fondato da alcuni appassionati, tra cui si ricordano Felice Menesini, Vittorio Menesini ed Ernesto Matteucci. I tre sportivi avevano appreso il gioco in Brasile, stato dove avevano trascorso alcuni anni per motivi di lavoro e dove il calcio era stato introdotto dai marinai inglesi. Le origini brasiliane del calcio a Lucca sono un caso probabilmente unico nel panorama del pionierismo sportivo italiano; infatti la creazione dei primi club tra il 1896 e il 1906 ebbe un impulso decisivo dai britannici residenti in Italia o da studenti che si ispiravano a quanto si andava facendo a Genova, Torino e Milano. Probabilmente la scelta dei colori rossoneri fu dovuta ad una simpatia nei confronti del Milan, club che era stato campione d'Italia nel 1901 e che lo sarebbe ridiventato consecutivamente nel 1906 e nel 1907. Il primo presidente e capitano fu Piero Lavoratorini. Nel 1909 il Lucca giocò il campionato toscano, e giunse secondo dietro al Firenze FBC. Tra i giocatori di questo periodo vanno ricordati anche i due britannici Spencer e Calvert, che risiedevano a Lucca per motivi di lavoro essendo impiegati presso la Cucirini Cantoni Coats.
Nella stagione 1912-1913 il Lucca militò nella Promozione Toscana, venendo ammessa a fine stagione in Prima Categoria, la massima serie dell'epoca. L'esordio in massima serie non fu dei più felici per i lucchesi, con l'ultimo posto nella Prima Categoria Toscana, ma nella stagione successiva il Lucca seppe riscattarsi raggiungendo, in virtù del 2º posto regionale, la qualificazione al girone finale dell'Italia Centrale, sospeso all'ultima giornata a causa dell'inizio della grande guerra. Il periodo pionieristico si chiuse dunque con una notevole crescita e rafforzamento del club che, a circa dieci anni dalle prime partite, poteva vantare due partecipazioni alla massima serie nazionale, una delle quali arricchita dalla qualificazione al girone finale (che, se non fosse sopravvenuta la guerra avrebbe designato una delle partecipanti alla finale scudetto).

### Gli anni venti
In un panorama calcistico ancora totalmente dilettantistico la guerra segnò la partenza per il fronte della maggior parte dei giocatori e dei dirigenti e la sospensione totale di ogni attività. Dopo il conflitto il Lucca FBC non esisteva praticamente più. Nei primi mesi del 1919 alcuni giovani sopravvissuti alle trincee, tra i quali lo studente Enrico Bonino, dettero vita alla Unione Sportiva Lucchese, la quale, pur cambiando il proprio nome era erede diretta della fortunata esperienza del Lucca FBC. Il primo presidente del dopoguerra fu Mario Casentini. Le ambizioni della compagine societaria erano quelle di tornare nella massima divisione nazionale favorendo la crescita di giocatori locali di ottime prospettive, alcuni dei quali sarebbero presto arrivati alla convocazione in Nazionale.
La Lucchese ripartì dal campionato di Promozione Toscana 1919-1920, che vinse, venendo promossa al Campionato di massima serie allora detto Prima Categoria. Nella stagione 1920-1921 ottenne un buon 3º posto nel girone unico della Prima Categoria Toscana, dietro soltanto a Livorno e Pisa. Nella stagione 1921-1922 non riuscì a cogliere il primo posto nel girone toscano e la qualificazione alle semifinali nazionali, ma il 2º posto nel girone unico della Prima Categoria Toscana le permise comunque di rimanere nella massima serie senza disputare gli spareggi salvezza previsti dal Compromesso Colombo. In quell'anno va segnalata anche la partecipazione alla prima Coppa Italia, con l'eliminazione che giunse solo in semifinale ad opera dell'Udinese. Nella stagione 1922-1923 la Lucchese non riuscì tuttavia a raggiungere la salvezza, complici le quattro retrocessioni per girone per ridurre la Prima Divisione a partire dal 1923-1924 da 36 a 24 squadre: il 9º posto nel girone C della Prima Divisione Nord non fu quindi sufficiente per salvarsi e la squadra abbandonò il massimo campionato retrocedendo in Seconda Divisione Nord. I tre campionati Prima Divisione avevano però permesso di formare un ottimo gruppo di giocatori e una forte squadra giovanile dalla quale sarebbero usciti vari talenti. I due elementi di spicco dei campionati dei primi anni venti furono Giovanni Moscardini ed Ernesto Bonino. Questi due giocatori furono i primi in assoluto convocati in nazionale provenienti da club diversi da quelli padano liguri. Dalle giovanili uscì poi il fortissimo attaccante Armando Bonino, fratello di Ernesto ed Enrico, il quale avrebbe segnato più di cento gol in maglia rossonera. Altro fatto importante degli anni venti fu la costruzione del primo stadio che era denominato "Piazza d'Armi" o "Campo di Marte" e si trovava a breve distanza dall'omonimo ospedale nonché dal luogo in cui sarebbe sorto lo Stadio Porta Elisa. Lo stadio aveva una tribuna coperta in stile vittoriano, tutta costruita in legno e con numerosi paloni a sostegno della tettoia. Sugli altri tre lati del campo vi erano dei parterres separati dal rettangolo di gioco da semplici cordicelle e dietro una delle due porte si trovava il locale degli spogliatoi.
Retrocessa tra i cadetti (campionato di Seconda Divisione, ribattezzato in Prima Divisione dal 1926 al 1929), la Lucchese vi rimase per diverse stagioni, senza mai lottare per la promozione. Nel 1924 l'Unione Sportiva Lucchese decise di fondersi con l'altra realtà sportiva della città di Lucca, la S.S. Ginnastica Lucchese Sportiva Libertas diventando U.S. Lucchese Libertas. Alla fine della stagione 1928-1929 il campionato di Prima Divisione venne declassato a terzo livello a causa della scissione della massima serie (la Divisione Nazionale) in due gironi. I due campionati risultanti furono strutturati a girone unico: Divisione Nazionale Serie A e Divisione Nazionale Serie B. Nel 1929-1930, finalmente, la Lucchese riuscì a vincere il girone A della Prima Divisione Nord dopo aver vinto lo spareggio con la Rivarolese, venendo così promossa in Serie B.

### Gli anni trenta
La permanenza in B durò solo una stagione. La Lucchese rimase poi per tre stagioni in terza serie, durante le quali vi fu l'avvento al timone della società dell'ambizioso presidente Giuseppe Della Santina. Della Santina ingaggiò l'allenatore ungherese Ernő Erbstein, con l'intento di puntare in pochi anni al ritorno in Serie A. La promozione in B avvenne al termine della stagione 1933-1934, in virtù della vittoria del girone eliminatorio e del 1º posto conseguito nel girone finale C di Prima Divisione Interregionale.

Una foto informale della Lucchese 1936-1937.

Nel campionato 1935-1936 la Lucchese conquistò la Serie A a girone unico. La squadra era composta da giocatori molto forti per la categoria tra cui il portiere Aldo Olivieri e Vinicio Viani, che realizzò 35 reti in 34 partite. Nella stagione di esordio in A raggiunse un notevole risultato per una matricola, il 7º posto, ma nel giro di due stagioni la squadra declinò inesorabilmente, sfiorando la retrocessione nel 1937-1938 (14º posto), retrocessione che si concretizzò al termine della stagione 1938-1939 a causa del 16º e ultimo posto, dovuto, a parità di punti, a un peggior quoziente reti rispetto a Livorno e Triestina (quest'ultima salva proprio in virtù del quoziente reti).
Enormi soddisfazioni per la società e i tifosi vennero dall'apporto dei migliori giocatori rossoneri alla nazionale di Vittorio Pozzo. In particolare vanno ricordati i giochi olimpici di Berlino 1936, nei quali l'Italia conquistò la medaglia d'oro. In quella formazione giocò da titolare Libero Marchini. Altrettanto importanti per la Lucchese furono i mondiali del 1938. Il portiere titolare della nazionale fu infatti Aldo Olivieri, il cui apporto risultò decisivo in varie occasioni. La Lucchese è dunque tra le non molte società calcistiche che possono vantare, tra i loro tesserati, un campione olimpico e un campione del mondo.

### Gli anni quaranta e cinquanta
Retrocessa in Serie B, sfiorò il ritorno immediato in A nella stagione 1939-1940 (3º posto), ma le stagioni successive furono alquanto mediocri e al termine della stagione 1941-1942, con il 18º posto in Serie B, arrivò addirittura la retrocessione in Serie C, nonché addirittura lo scioglimento della società per difficoltà belliche.

Un derby tra Pisa e Lucchese del 1972.

Alla ripresa dei campionati, nel 1945-1946, la Lucchese militò in Serie C, raggiungendo il 2º posto nel girone A di Serie C della Lega Centro-Sud. Al termine della stagione, arrivò la promozione a tavolino in Serie B. Nella stagione successiva (1946-1947) la squadra riuscì addirittura da neopromossa a vincere il girone B di Serie B, tornando così in serie A. Il merito, oltre al gruppo, fu del capocannoniere Ugo Conti che realizzò 27 reti. La serie A durò per 5 anni, durante i quali la Lucchese riuscì anche a centrare un discreto ottavo posto (1948-1949), concludendo 3 stagioni delle 5 in questione al 14º-15º posto. Nella stagione 1951-1952, tuttavia, sconfitta nello spareggio con la Triestina, precipitò di nuovo in Serie B: da allora non avrebbe più ritrovato la A. Nei due anni successivi ulteriori due retrocessioni consecutive catapultarono addirittura la Lucchese dalla Serie B alla IV Serie.
Rimase in IV Serie per quattro stagioni, fino alla stagione 1957-1958, al termine della quale la compagine lucchese, venne ammessa a tavolino in Serie C.

### Dagli anni sessanta agli anni novanta

La Lucchese che riconquistò la Serie C1 nella stagione 1985-1986.

La vittoria sul campo del campionato 1960-1961 riportò la compagine rossonera in serie B, ma quello fu l'ultimo momento di gloria fino all'acquisto nel 1985 da parte del gruppo Superal.
Al termine della stagione 1962-1963, a causa del 20º posto in Serie B, ritornò di nuovo in Serie C e sole tre stagioni dopo (1965-1966) la squadra precipitò addirittura in Serie D. Ritornò in C al termine della stagione 1968-1969, vincendo lo spareggio con la Sarzanese. Militò nella terza serie nazionale per circa un decennio, piazzandosi sempre nelle prime sette posizioni e sfiorando il ritorno in B soprattutto nella stagione 1977-1978 (2º posto nel girone B della Serie C); altri piazzamenti degni di nota furono due terzi posti consecutivi nelle stagioni 1972-1973 e 1973-1974.
Al termine della stagione 1978-1979, a causa di un inaspettato 17º posto nel girone A della Serie C1, la squadra precipitò addirittura in Serie C2. Nelle sei stagioni successive la Lucchese, pur terminando sempre tra le prime sette classificate (il piazzamento più frequente fu il quarto posto, raggiunto in quattro occasioni su sei), non riuscì mai a centrare la promozione in C1, per conquistare la quale avrebbe dovuto classificarsi tra le migliori due.
Appena acquistata la società, il presidente Egiziano Maestrelli, riportò subito nel calcio professionistico la Lucchese, vincendo il campionato 1985-1986 di Serie C2.
Nel campionato 1988-1989 Pino Vitale chiamò come allenatore Corrado Orrico e insieme al presidente acquistarono giocatori importanti, tra i quali Paci, Di Stefano e Giusti che nel campionato 1989-1990 portarono, dopo 27 anni, la Lucchese nuovamente sui campi di serie B vincendo anche, nella stessa stagione, la Coppa Italia di categoria.

La Lucchese del 1989-1990 festeggia sul prato della Favorita il successo nella Coppa Italia di Serie C, vinta superando in finale il.

Per 9 anni la Lucchese giocò in Serie B, ottenendo nelle stagioni 1990-1991 e 1995-1996 la possibilità di andare in serie A, ma nella stagione 1998-1999 retrocedette in Serie C1. Nella stessa stagione, dopo 14 anni, Egiziano Maestrelli lasciò nelle mani del socio Aldo Grassi la società.

### Gli anni duemila
Nel periodo Grassi, la Lucchese restò in Serie C1 disputando due spareggi promozione, arrivando in finale nel 2002 ma contro la Triestina perse all'andata 2-0 e, pareggio il ritorno 3-3, così decise il 21 luglio 2005, dopo 20 anni, di cedere la Lucchese all'imprenditore italo-siriano Fouzi Hadj.
L'arrivo alla presidenza di Fouzi Hadj, proprietario ditta «Katex Italia S.r.l.», specializzata in importazione e esportazione di tubazioni e materiale siderurgico, avvenuto ufficialmente il 12 agosto 2005, portò una ventata di entusiasmo, visti gli ambiziosi propositi di promozione e l'arrivo a Lucca di personaggi di spicco: in qualità di Direttore Tecnico fu assunto Luigi Simoni, come Direttore Sportivo Spartaco Landini e come allenatore Franco Scoglio.

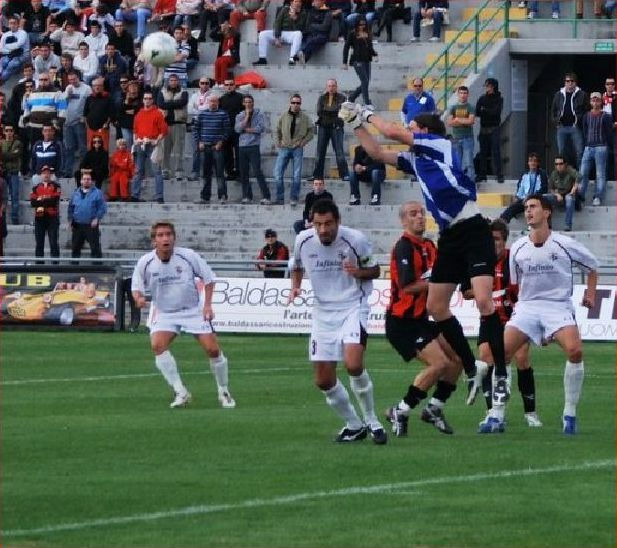
Una partita tra i rossoneri e il Pontedera nel 2008

Tuttavia, tra la fine del 2006 e l'inizio del 2007 arrivò un nuovo Direttore Generale, Fabrizio De Poli e un nuovo allenatore, Paolo Stringara che sostituì l'esonerato Fulvio Pea, che comunque non riuscì a portare la squadra ai play-off.
Per il campionato 2007-2008 la guida tecnica della squadra fu affidata a Piero Braglia, il risultato non fu eccellente e la Lucchese non riuscì a disputare gli spareggi per la promozione in Serie B.
L'estate del 2008 sarà travagliata per il club rossonero, che conoscerà l'onta del fallimento, a causa di uno stato di insolvenza cronica dovuto al mancato pagamento dei debiti contratti durante la gestione di Fouzi Hadj, per un "buco" accertato di oltre 7 milioni di euro. Il club, a causa di questa situazione debitoria, è stato escluso da ogni campionato. Per ovviare al vuoto lasciato dal club che si trovava in Prima Divisione, scende in campo il Sindaco di Lucca, Mauro Favilla, che costituisce una nuova società, l'A.S.D. Sporting Lucchese, che chiede il ripescaggio in Serie D, ottenendo l'inserimento nel girone E, in sovrannumero, per meriti sportivi. La squadra, guidata dal nuovo Presidente Giuliano Giuliani, con Paolo Giovannini Direttore Sportivo e Giancarlo Favarin allenatore, con una squadra formata da giocatori tra cui Venturelli, Mocarelli e Scandurra, domina il campionato aggiudicandosi, battendo il Gavorrano al Porta Elisa con cinque giornate di anticipo, la promozione in Lega Pro Seconda Divisione.
Nel frattempo, il 18 novembre 2008 diventa ufficiale il primo fallimento della storia calcistica rossonera, notizia che era ormai ufficiosa già da diversi mesi. Il successivo 10 dicembre la F.I.G.C. decreta la cancellazione della A.S. Lucchese Libertas dal panorama calcistico nazionale.
Il 30 marzo 2009 il Presidente Giuliani riacquistò il centenario marchio della A.S. Lucchese Libertas 1905 all'asta fallimentare del Tribunale di Lucca.
Il 5 agosto 2009 la F.I.G.C. autorizzò il cambio di denominazione sociale da Sporting Lucchese S.r.l. ad Associazione Sportiva Lucchese Libertas 1905 S.r.l.. Nella stagione 2009-2010 la Lucchese conquistò la Lega Pro Prima Divisione e battendo in un triangolare le vincitrici degli altri due gironi di Seconda Divisione, la compagine rossonera si aggiudicò anche la Supercoppa di Lega di Seconda Divisione.

### Gli anni duemiladieci
L'ex proprietario siriano Fouzi Hadj viene arrestato dalla Guardia di Finanza il 10 marzo 2010, con l'accusa di bancarotta fraudolenta documentale, distrazione e preferenziale, falso in bilancio e false comunicazioni, che portarono anche la Lucchese al fallimento.
Nonostante il ritorno in terza serie dopo soli due anni dal fallimento, il 12 marzo 2012 il tribunale fallimentare di Lucca ne dichiara il fallimento per la seconda volta in tre anni.
La Lucca calcistica rimane nuovamente orfana del suo club: due fallimenti in quaranta mesi per la Lucchese, che batte perfino il record che apparteneva al Cosenza (quattro anni da una gestione fallimentare all'altra). La fine della Libertas appariva scontata da mesi: soprattutto quando, il 4 ottobre 2011, viene nominato come liquidatore Covili Faggioli, già amministratore delegato del Piacenza.
Nell'estate del 2011, quindi, sarà l'ex rossonero Bruno Russo, vera "bandiera" della Lucchese, a smuovere le acque, nelle vesti di direttore generale, riuscendo a coinvolgere cinque giovani imprenditori che si fanno carico di risollevare le tradizioni calcistiche della città. Viene così fondata la nuova Football Club Lucca 2011, nata in pochi giorni per sopperire alla fine della A.S. Lucchese Libertas, e iscritta in sovrannumero al campionato di Eccellenza Toscana. La denominazione si ricollega alle origini. Non viene scelto alcun logo: sulla maglia compare infatti una semplice scritta stilizzata. Tutto inizia ad agosto senza una sede, senza materiale tecnico, con pochi giocatori certi e tanti giovani in prova ogni giorno; Bruno Russo porta avanti il suo progetto con determinazione e la voglia di far bene nella città che in passato gli ha dato molto. L'allenatore è Giacomo Lazzini, ex calciatore di Empoli, Carrarese e Catanzaro.
La stagione si dimostra eccellente: la squadra domina il girone A vincendo il campionato 2011-2012 ottenendo la promozione in Serie D con sei giornate di anticipo. Ciononostante, il tecnico non viene confermato.
Al termine della stagione la società assume la denominazione di Lucchese Football Club 1905, con Nicola Giannecchini presidente e con tale nome parteciperà alla Serie D. Intanto il vecchio marchio della Lucchese Libertas viene acquistato dal Lucca United, associazione di azionariato popolare; è uno dei primi casi in Italia in cui i tifosi detengono il marchio della propria squadra. La società, comunque, adotta un restyling dello storico marchio, sempre ovale, ma con le strisce verticali rossonere alternate posizionate a sinistra, mentre a destra, in alto, campeggia la scritta "Football Club Lucchese 1905", e in basso una pantera, simbolo della città.
Il 7 giugno 2012 a guidare il gruppo rossonero viene chiamato Luciano Bruni, ma si dimette il 16 agosto successivo, ancor prima dell'inizio del campionato, a causa di alcune divergenze di vedute con il D.S. Bruno Russo sulla direzione della squadra e sulla scelta dei giocatori. A sostituirlo viene promosso il suo vice Duccio Innocenti, alla sua prima esperienza da allenatore di una prima squadra (con Oliviero Di Stefano vice). La Lucchese, sotto la sua guida si è piazzata al quarto posto (dietro Tuttocuoio, Massese e Atletico Pro Piacenza), con il maggior numero di vittorie in trasferta e la difesa meno perforata del girone. Nei play-off vengono eliminati per mano dell'Atletico Pro Piacenza, perdendo la semifinale secca per 2-0 al Porta Elisa.
A fine stagione la società torna alla denominazione A.S. Lucchese Libertas 1905, grazie ad un accordo quinquennale con l'associazione Lucca United. Il 2 novembre 2013 il cda nomina presidente il nuovo socio di maggioranza Andrea Bacci, con Nicola Giannecchini vicepresidente.
Il 4 maggio 2014 la Lucchese viene promossa nella nascitura Lega Pro unica battendo in trasferta e in uno scontro diretto la Correggese per 2-1 nell'ultima giornata del girone D della Serie D.
Successivamente, il 4 agosto 2014 la Lucchese è stata inserita nel girone B della Lega Pro insieme alle altre squadre toscane arrivando decima, e l'anno successivo raggiunge una sofferta salvezza terminando un punto sopra la zona play-out.
Nella stagione 2016-2017 ottiene il nono posto in campionato, valido per l'accesso ai play off, nei quali verrà eliminata solo dal Parma Calcio 1913 a un passo dalle semifinali.
L'anno seguente, confermando mister Lopez e il ds Obbedio, oltreché buona parte della rosa dell'anno precedente, otterrà l'ennesima tranquilla salvezza.
Nel giugno 2018 la società viene ufficialmente acquistata, tramite atto notarile con accollo dei debiti societari, dall'ambizioso imprenditore Lorenzo Grassini, che porta a Lucca Fabrizio Lucchesi nel ruolo di direttore generale. Lorenzo Grassini acquista l'80% della Lucchese tramite una sua società controllata con sede a Londra.
La nuova società, insediatasi con la nomina di Gianni Ferruzzi quale nuovo Amministratore Unico, nomina immediatamente il nuovo staff tecnico composto da Leonardo Menichini e dal suo vice Massimo D'Urso.
Le ambizioni sono chiare, Serie B in due/tre anni. Nel generale entusiasmo la nuova società si rifiuta di pagare gli stipendi e contributi ma solo le figure obbligatorie comunicando l'insorgenza di debiti non riportati a bilancio e anche ricapitalizzazione obbligatoria per l'iscrizione al nuovo campionato verrà annullata per l'insorgenza di ulteriori poste passive che faranno lievitare l'indebitamento moltiplicandolo esponenzialmente rispetto alla sua entità inizialmente contrattualizzata.
Oltre a ciò presso l'abitazione della moglie del Presidente viene inoltre recapitata una lettera minatoria con minacce di morte che porteranno ad una denuncia presso i Carabinieri di Siena e faranno desistere Grassini dal proseguire nell'avventura Lucchese.
Il 19 luglio 2018, data ultima per presentare ricorso per l'ammissione in deroga al campionato di Lega Pro, Ferruzzi e Lucchesi si dimettono e Grassini, dapprima deciso a portare i libri in tribunale denunciando irregolarità amministrative e contabili, cede indietro le quote della società a Carlo Bini. Quest'ultimo dopo aver ricapitalizzato (per tramite del contributo economico dei soci di Lucchese Partecipazioni e del socio Città Digitali srl), presenta domanda di riammissione a Roma alle 18.54, 6 minuti prima della scadenza, in un pomeriggio thriller per i tifosi rossoneri. Successivamente, il 25 luglio, l'Amministratore Unico Bini presenta come nuovo allenatore, l'ex Giancarlo Favarin (contratto biennale, coadiuvato dal vice Giovanni Langella).
Il mister e il ds Obbedio creano, in pochi giorni e con un budget risicato, una squadra giovane ma coraggiosa, che nel mese di dicembre si toglie dalle zone calde nonostante i numerosi punti di penalizzazione (11 inizialmente, ridotti a 8).
Il 17 dicembre 2018, il socio Città Digitali srl 
cede il 98% del pacchetto societario all'imprenditore romano Aldo Castelli, che diviene nuovo proprietario e presidente.
Il socio Città Digitali srl resta in società con l’1%, così come Moreno Micheloni, con il restante 1%. Il successivo 28 dicembre viene convocata una conferenza stampa di presentazione della nuova compagine societaria. Castelli, dopo oltre due ore di ritardo e con la tifoseria in subbuglio, presenta il nuovo Amministratore Delegato e il consulente di riferimento, rispettivamente Umberto Ottaviani e Enrico Ceniccola e afferma che l’indebitamento della società è effettivamente superiore al milione di euro come di chiarato da Grassini nel luglio 2018.
La squadra e i tifosi chiedono garanzie, esigono di conoscere i reali investitori nel calcio cittadino. Ottaviani non sa rispondere, il Presidente Castelli ammette di non poter riferire altro.
La triade romana invisa a tutta la tifoseria, la stampa e la squadra, viene duramente contestata in sala stampa e scortata dalla Digos fuori dalla stadio e all’entrata dell’autostrada per Roma. Malgrado rassicurazioni non vengono più pagati stipendi e contributi e la società viene completamente lasciata in balia di se stessa.
La stagione 2018-2019 termina con la Lucchese al 19º posto, utile a disputare i play-out. La squadra di Favarin e Obbedio, nonostante i 25 (poi ridotti a 23 dopo la fine del torneo) punti di penalizzazione riesce ad evitare la retrocessione sconfiggendo Cuneo e Bisceglie.
Il 24 giugno 2019 la società, mediante l'avvocato Angelo Massone comunica di non essersi iscritta al successivo campionato di Serie C riversando la colpa sulla mancanza di un impianto agibile (lo stadio Porta Elisa necessita infatti di ingenti lavori di ristrutturazione per ottenere il via libera dalla Serie C; lavori quantificati dall'assessore comunale all'edilizia sportiva Stefano Ragghianti in 5-6 milioni di euro).
Il 28 luglio il sindaco di Lucca assegna il titolo sportivo alla Lucchese 1905 Società Sportiva Dilettantistica, iscritta il 30 luglio in Serie D dopo il rischio concreto di restare un anno senza calcio a Lucca per poi tornare dopo un anno tra in professionisti a causa dell’emergenza COVID-19 (era, infatti, prima in classifica al momento dello stop dei campionati).

### Gli anni duemilaventi
Nella stagione 2020-2021, nonostante il ritorno tra i professionisti, la squadra arriva penultima in classifica senza nemmeno disputare i play-out retrocedendo in Serie D e venendo successivamente ripescati a completamento organici.
La stagione 2021-2022 termina con la Lucchese all'8º posto, utile a disputare i play-off. La compagine di Guido Pagliuca esce dai play-off al primo turno perdendo in gara secca contro il Gubbio. Il copione si ripete nella stagione 2022-2023: 8º posto in campionato e sconfitta al primo turno dei play-off, stavolta per mano dell'Ancona. Nel 2023 le quota di maggioranza della società rossonera vengono acquistate dall'imprenditore siciliano Andrea Bulgarella, che ne diventa il nuovo presidente, affidando la gestione tecnica all'allenatore Giorgio Gorgone. La squadra arriva dodicesima alla fine della stagione 2023-2024, ma alla fine del 2024 la gestione Bulgarella ha prodotto milioni di debiti con la squadra in zona retrocessione Il 13 gennaio 2025 Bulgarella cede la maggioranza della società alla società Sanbabila Srl e l'avv. Giuseppe Longo, suo rappresentante, diventa Presidente ed Amministratore Unico. Dopo che la proprietà della Sanbabila srl cambia un altro paio di volte nel giro di due mesi, l'ultimo è Benedetto Mancini, senza proferire liquidità necessaria, il 12 aprile 2025 il revisore dei conti e i giocatori presentano istanza di fallimento. Il 22 maggio 2025 viene proclamato il fallimento dal tribunale di Lucca.. Dopo essere stata penalizzata di 6 punti durante la stagione 2024-2ß25 per non aver pagato le scadenza (stipendi e contributi) di febbraio 2025, il 27 maggio 2025 viene penalizzata per i mancati pagamenti, sia reiterando le scadenze di febbraio che l'ulteriore scadenza di aprile 2025, con 14 punti da scontare nel campionato successivo.
Il 4 giugno 2025, in mancanza di richieste per l'acquisizione della società, dal tribunale di Lucca viene chiuso l'esercizio provvisorio, e il club fallisce senza iscriversi al campionato di Serie C.
La società, nell'estate, venne rifondata con il nome Lucchese Calcio ripartendo dal campionato di Eccellenza Toscana.

## Colori e simboli

### Colori

Sandro Vignini in azione nella stagione 1990-1991 con la tradizionale seconda divisa bianca del club

Fin dalla fondazione della Lucchese, i colori societari sono il rosso e il nero, inseriti su una divisa a strisce. Tale abbinamento fu scelto dai soci fondatori in omaggio alla squadra del Milan che nei primi anni del novecento vinse tre campionati.
In occasione del centenario della fondazione della società, nel 2005, lo sponsor tecnico Erreà disegnò una particolare divisa celebrativa, esattamente a metà tra i colori rosso e nero, caratterizzata da un laccetto old style al collo. La divisa ebbe un grande successo fra i tifosi, tanto che ne fu decisa la ristampa nel 2009. Dieci anni dopo, nel 2015, per i 110 anni dalla fondazione, la Lucchese indossò una terza maglia celebrativa completamente dorata, griffata Legea.

### Simboli ufficiali

#### Stemma
Lo stemma storico della società, introdotto nei primi anni 1980, è costituito da un ovale diviso a metà: nella parte sinistra vi sono i colori della bandiera cittadina, il bianco e il rosso (divisi orizzontalmente da una linea dorata, che circonda anche l'intero stemma), con la scritta "A.S. LUCCHESE LIBERTAS". Nella parte destra vi sono invece linee verticali rosse e nere, sovrastate dal disegno stilizzato di una pantera rampante in oro, in posizione eretta (simbolo della città di Lucca). L’origine della pantera come simbolo di Lucca affonda le sue radici nella storia. Sulla Porta Santa Maria si possono ammirare due pantere che reggono fra le zampe le armi della Repubblica, simbolo di indomita fierezza per la città.
Nel 2012, in seguito al fallimento e all'assunzione della denominazione "LUCCHESE F.C.", per un breve periodo è stato utilizzato un nuovo logo, sempre ovale, che presenta a sinistra strisce verticali rossonere, mentre sulla destra, in alto la nuova denominazione "FOOTBALL CLUB LUCCHESE 1905" e, in basso, una pantera stilizzata a vista frontale, metà nera e metà beige, a sfondo beige. 
Recuperato poi a più riprese, lo stemma storico nel novembre 2018 è stato registrato presso l'UIMB dalla Cooperativa "Lucca United", la quale è solita concedere marchio e nome in comodato gratuito alla società. La stessa ha quindi provveduto a registrare, nel febbraio 2019, la storica denominazione "ASSOCIAZIONE SPORTIVA LUCCHESE LIBERTAS 1905".
Tuttavia, il 28 luglio 2023 la società del presidente Bulgarella (che continua a mantenere la denominazione "Lucchese 1905 S.r.l.") ha optato per un "rebranding" del vecchio stemma, rivisitato in chiave moderna, frutto della collaborazione con l'agenzia Wally Communication. Il nuovo logo è a forma di scudo con una pantera rampante stilizzata e dal design moderno senza alcuna scritta. La coda della pantera è a forma di baluardo a rappresentare le mura. «Abbiamo cercato di coinvolgere la maggior parte di occhi, gusti, età e generazioni guardando al futuro, con ambizione ed entusiasmo. Il passato ci ispira, il futuro ci aspetta. Il nostro impegno è quello di rendere merito alla storicità di Lucca e della sua squadra, la Lucchese, che dal 1905 ad oggi ha coinvolto un grandissimo numero di tifosi e appassionati. Tra momenti felici e difficili, questa piazza ha sempre dimostrato passione ed entusiasmo verso questa maglia e i suoi colori. Oggi si apre un nuovo ed entusiasmante capitolo per la Lucchese e noi vogliamo contribuire al meglio per renderlo tale».

Lo stemma storico, usato a più riprese fino al 31 dicembre 2023.

#### Inno
L'inno della Lucchese si intitola "La nostra, la mia città". L'obiettivo primario del brano, composto nel 2014 dal cantautore Francesco Matteoni su commissione della società e presentato il 16 novembre prima del derby casalingo con la Pistoiese, è stimolare il senso di appartenenza dei cittadini di Lucca, facendo leva sul legame della Lucchese con la tifoseria e con la città.

#### Mascotte
La mascotte della Lucchese è Mister Pantera, una pantera nera, simbolo del sodalizio, che indossa la classica divisa rossonera. Il personaggio è stato presentato durante una conferenza stampa il 1º dicembre 2012; il nome è stato successivamente scelto dai tifosi tramite un sondaggio on-line lanciato sul sito web ufficiale della società.

## Strutture

### Stadio
Inizialmente la Lucchese disputava le gare interne a piazzale Verdi, all'interno delle mura cittadine. Il campo era improvvisato, e gli incassi si aggiravano intorno alle cento lire. Successivamente le partite vennero giocate al "Campaccio", nei pressi di Borgo Giannotti (fuori da Porta Santa Maria), in un campo recintato da tavole e con tribune in legno. Dopo il Primo conflitto mondiale, la Lucchese (in quel periodo aveva come denominazione "Unione sportiva Lucchese") si spostò poi al campo sportivo "Campo di Marte", nel quartiere di San Marco, dove fu allestita anche una capiente tribuna coperta.
La squadra vi rimase fino all'ottobre del 1934, quando venne inaugurato l'attuale stadio di casa della compagine rossonera: il Porta Elisa. L'impianto di San Marco, infatti, non rispondeva più ai requisiti minimi per poter disputare campionati di alto livello. Il Porta Elisa, realizzato per uso polivalente su richiesta della società, fu costruito proprio nei pressi del vecchio impianto "Campo di Marte", non lontano dall'omonima porta cittadina, da cui prende il nome.
Inizialmente dotato di due sole tribune (una coperta e una scoperta, a gradoni), fu poi ampliato nel corso degli anni, con l'aggiunta della curva ovest e della curva est (quest'ultima dedicata alle tifoserie ospiti). Tutt'oggi la Lucchese gioca le partite interne in questo stadio.

### Centro di allenamento
La Lucchese si è allenata nell'impianto polisportivo comunale "Acquedotto", posto sulla riva sinistra del fiume Serchio.

## Società

### Organigramma societario
Di seguito l'organigramma societario.
- Giuseppe Longo - Presidente
- Nicola D'Andrea -  Amministratore unico
- Riccardo Veli - Direttore generale
- Debora Catastini - Segretario generale

### Sponsor
Di seguito l'elenco dei fornitori tecnici.
| Cronologia degli sponsor tecnici - 1984-1985 nr - 1985-1989 Adidas - 1989-1994 Umbro - 1994-2007 Erreà - 2008-2009 Diadora - 2009-2012 Erreà - 2012-2015 Lotto - 2015-2019 Legea - 2019-2021 Joma - 2021-2024 Ready Sport - 2024-2028 Kappa |

### Impegno nel sociale
Il 6 gennaio 2015 una rappresentanza di calciatori della squadra, accompagnati dalla mascotte Mister Pantera e dal direttore generale Giovanni Galli, hanno distribuito dolci giocattoli ai bambini ricoverati presso il reparto di Pediatria dell'ospedale San Luca di Lucca, mostrando dunque vicinanza ai piccoli pazienti e alle loro famiglie.

### Settore giovanile
I successi più importanti, per quanto riguarda il settore giovanile, riguardano gli anni di Maestrelli, in cui gli allievi vinsero il campionato nazionale allora formato da squadre di Serie A e B, e non di Lega Pro come oggi.
Nell'era contemporanea c'è pero voglia di ritornare ai fasti di un tempo e la categoria Berretti nella stagione 2014-2015 ha sfiorato il tricolore perdendo in semifinale contro l'Aversa Normanna.

## Allenatori e presidenti
Di seguito l'elenco di tutti gli allenatori e di tutti i presidenti.

- 1919-1920  Giovannetti
- 1920-1930  Deutch
- 1930-1932  János Weszter
- 1932-1933  József Wereb
- 1933-1937  Ernő Erbstein
- 1937-1938  Ernő Erbstein (1ª-17ª)
 Umberto Caligaris (18ª-30ª)
- 1938-1939  Armando Bonino
- 1939-1940  Virginio Rosetta
- 1940-1941  András Kuttik
- 1941-1942  Renato Bodini (1ª)
 Stanislao Klein (2ª-6ª)
 Renato Bodini (7ª-34ª)
- 1942-1943 Campionato non disputato
- 1943-1944  Enrico Canali
- 1944-1945 Campionato non disputato
- 1945-1946  Enrico Canali (1ª-?ª)
 József Ging (?ª-26ª)
- 1946-1947  Aldo Olivieri
- 1947-1948  Árpád Hajós (1ª-7ª)
 Giulio Cappelli (8ª-28ª)
 Tony Cargnelli (29ª-42ª)
- 1948-1949  Giuseppe Viani
- 1949-1950  Ottavio Barbieri (1ª-17ª)
 Federico Allasio (18ª-38ª)
- 1950-1951  György Sárosi
- 1951-1952  Piero Andreoli (1ª-10ª)
 Mario Malatesta (11ª)
 Luigi Ferrero (12ª-38ª e spareggio)
- 1952-1953  Rodolfo Brondi (1ª-4ª)
 Nereo Marini (5ª-20ª)
 Enrico Boniforti,  Carlo Scarpato e  Tommaso Maestrelli (21ª-24ª)
 Guido Masetti (25ª-34ª)
- 1953-1954  Ferrero Alberti
- 1954-1956  Aldo Olivieri
- 1956-1957  Ottorino Dugini
- 1957-1958  Luigi Rosellini (1ª-?ª)
 Giuseppe Andrei (?ª-30ª)
- 1958-1959  Giovanni Clocchiatti
- 1959-1962  Leo Zavatti
- 1962-1963  Bruno Arcari (1ª-19ª)
 Amedeo Amadei (20ª-38ª)
- 1963-1964  Emo Roffi
- 1964-1965  Leo Zavatti
- 1965-1966  Mido Bimbi (1ª-?ª)
 Natale Faccenda (?ª-34ª)
- 1966-1967  Ruggero Salar
- 1967-1968  Ettore Mannucci
- 1968-1969  Giuliano Tagliasacchi
- 1969-1970  Giuliano Tagliasacchi (1ª-16ª)
 Giuliano Sarti (17ª-29ª)
 Giuliano Tagliasacchi (30ª-38ª)
- 1970-1971  Ruggero Salar
- 1971-1972  Marino Bergamasco
- 1972-1973  Sergio Castelletti
- 1973-1974  Sergio Castelletti (1ª-10ª)
 Oronzo Pugliese (11ª-38ª)
- 1974-1975  Ezio Volpi (1ª-19ª)
 Giampaolo Piaceri (20ª-38ª)
- 1975-1976  Tito Corsi
- 1976-1978  Giovanni Meregalli
- 1978-1979  Giovanni Meregalli (1ª-5ª)
 Marino Bergamasco (6ª-19ª)
 Giovanni Meregalli (20ª-34ª)
- 1979-1981  Giampiero Vitali
- 1981-1982  Lino De Petrillo (1ª-?ª)
 Paolo Baldi (?ª-34ª)
- 1982-1983  Amos Mariani (1ª-?ª)
 Mario Caciagli (?ª-?ª)
 Francesco Chimenti (?ª-34ª)
- 1983-1984  Paolo Baldi
- 1984-1985  Giorgio Rumignani (1ª-?ª)
 Sergio Orlandi (?ª-34ª)
- 1985-1988  Renzo Melani
- 1988-1991  Corrado Orrico
- 1991-1992  Marcello Lippi
- 1992-1993  Corrado Orrico (1ª-20ª)
 Franco Scoglio (21ª-38ª)
- 1993-1994  Eugenio Fascetti
- 1994-1995  Eugenio Fascetti (5ª-19ª)
 Giampaolo Piaceri (20ª-38ª)
- 1995-1996  Bruno Bolchi
- 1996-1997  Bruno Bolchi (1ª-21ª)
 Giampaolo Piaceri (22ª-23ª)
 Gaetano Salvemini (24ª-38ª)
- 1997-1998  Luigi De Canio
- 1998-1999  Tarcisio Burgnich (1ª-6ª)
 Giuseppe Papadopulo (7ª-27ª)
 Tarcisio Burgnich (28ª-38ª)
- 1999-2000  Gian Cesare Discepoli (1ª-6ª)
 Corrado Orrico (7ª-34ª)
- 2000-2001  Corrado Orrico (1ª-9ª)
 Maurizio Viscidi (10ª-34ª)
- 2001-2002  Francesco D'Arrigo
- 2002-2003  Francesco D'Arrigo (1ª-4ª)
 Osvaldo Jaconi (5ª-34ª)
- 2003-2004  Maurizio Viscidi
- 2004-2005  Daniele Baldini (1ª-17ª)
 Walter Nicoletti (19ª-36ª)
- 2005-2006  Paolo Indiani (1ª-7ª)
 Luigi Simoni (8ª-34ª)
- 2006-2007  Fulvio Pea (1ª-20ª)
 Paolo Stringara (21ª-34ª)
- 2007-2008  Piero Braglia
- 2008-2010  Giancarlo Favarin
- 2010-2011  Giancarlo Favarin (1ª-10ª)
 Paolo Indiani (11ª-38ª)
- 2011-2012  Giacomo Lazzini
- 2012-2013  Luciano Bruni (giu.-ago.)
 Duccio Innocenti (1ª-34ª e play-off)
- 2013-2014  Guido Pagliuca
- 2014-2015  Guido Pagliuca (1ª-13ª)
 Giuseppe Galderisi (14ª-38ª)
- 2015-2016  Francesco Baldini (1ª-8ª)
 Giovanni Lopez (9ª-23ª)
 Francesco Baldini (24ª-25ª)
 Giuseppe Galderisi (26ª-34ª)
- 2016-2017  Giuseppe Galderisi (1ª-31ª)
 Giovanni Lopez (32ª-38ª e play-off)
- 2017-2018  Giovanni Lopez
- 2018-2019  Leonardo Menichini (giu.-lug.)
 Giancarlo Favarin (1ª-38ª e play-out)
- 2019-2020  Francesco Monaco
- 2020-2021  Francesco Monaco (1ª-6ª)
 Oliviero Di Stefano (7ª)
 Giovanni Lopez (8ª-35ª)
 Oliviero Di Stefano (36ª-38ª)
- 2021-2022  Guido Pagliuca
- 2022-2023  Ivan Maraia
- 2023-2025  Giorgio Gorgone
- 2025-2026  Sergio Pirozzi

- 1918-1919  Casentini
- 1919-1922  Conte Sardi
- 1922-1930  Gaetano Montauti
- 1930-1936  Giuseppe Della Santina
- 1936-1938  Giuseppe Della Santina e  Antonio Fontana
- 1938-1941  Antonio Fontana
- 1941-1942  Mariti
- 1942-1945 Campionato non disputato
- 1945-1948  Antonio Fontana
- 1948-1951  Giuseppe Della Santina e  Antonio Fontana
- 1951-1953  Umberto Paradossi
- 1953-1954  Mario Tenucci (comm. straor.)
- 1954-1957  Giuseppe Della Santina
- 1957-1958  Giuseppe Tedeschi
- 1958-1962  Mario Frezza
- 1962-1966  Quirino Baccelli
- 1966-1971  Lino Quilici
- 1971-1978  Vasco Vannucchi
- 1978-1981  Aldo Biagini
- 1981-1982  Roberto Fanucchi (comm. straor.)
- 1982-1983  Domenico Ragone (amm. unico)
 Luporini (comm. straor.)
- 1983-1985  Piergiorgio Casanova
- 1985-1999  Egiziano Maestrelli
- 1999-2005  Aldo Grassi
- 2005-2008  Ahmad Fouzi Hadj
- 2008-2011  Giuliano Giuliani
- 2011-2012  Giuseppe Bulleri
 Nicola De Luca
- 2012-2013  Nicola Giannecchini
- 2013-2016  Andrea Bacci
- 2016-2017  Andrea Bacci
 Carlo Bini (amm. unico)
- 2017-2018  Lorenzo Grassini
 Carlo Bini (amm. unico)
- 2018-2019  Carlo Bini (amm. unico)
 Umberto Ottaviani (amm. unico)
- 2019-2021  Bruno Russo
- 2021-2023  Alessandro Vichi
- 2023-2025  Andrea Bulgarella
- 2025  Giuseppe Longo
- 2025  Matteo Brunori

## Calciatori

### Giocatori celebri
- Giovanni Galli (1995-1996)
- Aldo Olivieri (1934-1938)
- Francesco Janich (1972-1973)
- Andrea Masiello (2002-2003)
- Michele Mignani (1995-1996)
- Daniele Delli Carri (1991-1993)
- Pierre Womé (1997-1998)
- Vittorio Tosto (1994-1995; 2011-2012)
- Paolo Tramezzani (1991-1992)
- Stefano Bettarini (1992-1994; 1995-1996)
- Massimo Brambati (1993-1994; 1995-1997)
- Bruno Russo (1989-2002)
- Eusebio Di Francesco (1991-1995)
- Marco Rossi (1995-1998)
- Giovanni Martusciello (2004-2005)
- Ighli Vannucchi (1996-1998)
- Silvio Giusti (1988-1996; 1999-2000)
- Ugo Conti (1946-1949; 1952-1953)
- Roberto Paci (1983-1984; 1988-1995; 1996-2000)
- Massimo Rastelli (1990-1997)
- Antonio Vojak (1936-1937)
- Josef Fabian (1948-1949)
- Luís Oliveira (2005-2006)
- Vinicio Viani (1935-1936)
- Roberto Stellone (1997-1998)
- Eupremio Carruezzo (2001-2007)
- Mihály Kincses (1949-1952)
- Roberto Colacone (1997-2000)

### Vincitori di titoli
Campioni del mondo
- Aldo Olivieri (Francia 1938)

## Palmarès

### Competizioni nazionali
- Serie B: 2

1935-1936, 1946-1947 (girone B)
- Coppa Italia Serie C: 1

1989-1990
- Supercoppa di Lega di Seconda Divisione: 1

2010

### Competizioni interregionali
- Prima Divisione: 2

1929-1930 (girone A), 1933-1934 (girone finale C)
- Serie C: 1

1960-1961 (girone B)
- Serie C2: 1

1985-1986 (girone A)
- Lega Pro Seconda Divisione: 1

2009-2010 (girone B)
- Serie D: 4

1968-1969 (girone E), 2008-2009 (girone E), 2013-2014 (girone D), 2019-2020 (girone A)

### Competizioni regionali
- Eccellenza: 1

2011-2012 (girone A)

## Statistiche e record

### Partecipazione ai campionati
| Livello | Categoria                | Partecipazioni | Debutto   | Ultima stagione | Totale |
| ------- | ------------------------ | -------------- | --------- | --------------- | ------ |
| 1º      | Prima Categoria          | 4              | 1913-1914 | 1921-1922       | 13     |
| 1º      | Prima Divisione          | 1              | 1922-1923 | 1922-1923       | 13     |
| 1º      | Serie A                  | 8              | 1936-1937 | 1951-1952       | 13     |
| 2º      | Seconda Divisione        | 3              | 1923-1924 | 1925-1926       | 24     |
| 2º      | Prima Divisione          | 2              | 1926-1927 | 1927-1928       | 24     |
| 2º      | Serie B                  | 19             | 1930-1931 | 1998-1999       | 24     |
| 3º      | Prima Divisione          | 6              | 1928-1929 | 1945-1946       | 47     |
| 3º      | Serie C                  | 23             | 1953-1954 | 2024-2025       | 47     |
| 3º      | Serie C1                 | 14             | 1978-1979 | 2007-2008       | 47     |
| 3º      | Lega Pro Prima Divisione | 1              | 2010-2011 | 2010-2011       | 47     |
| 3º      | Lega Pro                 | 3              | 2014-2015 | 2016-2017       | 47     |
| 4º      | IV Serie                 | 4              | 1954-1955 | 1957-1958       | 16     |
| 4º      | Serie D                  | 4              | 1966-1967 | 2019-2020       | 16     |
| 4º      | Serie C2                 | 8              | 1979-1980 | 2009-2010       | 16     |
| 5º      | Serie D                  | 3              | 2008-2009 | 2013-2014       | 3      |

La Lucchese ha disputato complessivamente 93 stagioni sportive a livello nazionale. In precedenza il suo predecessore, il Lucca FC, afferiva al Comitato Regionale Toscano. Sono considerati professionistici, ai sensi delle NOIF della FIGC in tema di tradizione sportiva cittadina, i 67 campionati in Serie A, B, C, C1 e C2. La squadra non fu attiva fra il 1942 e il 1945 a causa della seconda guerra mondiale. Nelle stagioni di Eccellenza 2011-2012 e 2025-2026 la società ha conosciuto le sue due annate di attività a livello puramente regionale.

### Partecipazione alle coppe
| Competizione                            | Partecipazioni | Debutto   | Ultima stagione | Totale |
| --------------------------------------- | -------------- | --------- | --------------- | ------ |
| Coppa Italia                            | 27             | 1922      | 2017-2018       | 27     |
| Coppa Italia Semiprofessionisti         | 9              | 1972-1973 | 1980-1981       | 37     |
| Coppa Italia Serie C                    | 23             | 1981-1982 | 2023-2024       | 37     |
| Coppa Italia Lega Pro                   | 5              | 2009-2010 | 2016-2017       | 37     |
| Supercoppa di Lega di Seconda Divisione | 1              | 2010      | 2010            | 1      |
| Coppa Italia Serie D                    | 3              | 2012-2013 | 2019-2020       | 3      |
| Poule Scudetto                          | 2              | 2008-2009 | 2013-2014       | 2      |

### Statistiche individuali
Di seguito i primatisti di presenze e reti.
| Record di presenze - 375 Roberto Paci (1983-1984, 1988-1995, 1996-2000) - 353 Bruno Russo (1989-2002) - 294 Francesco Monaco (1984-1986, 1987-1995) - 280 Silvio Giusti (1988-1996, 1999-2000) - 260 Umberto Campioli (????-????) - 238 Oliviero Di Stefano (1988-1996) - 223 Marcos Espeche (2011-2018) - 222 Massimo Rastelli (1990-1997) - 214 Sandro Vignini (1988-1995) | Record di reti - 137 Roberto Paci (1983-1984, 1988-1995, 1996-2000) - 79 Eupremio Carruezzo (2001-2007) - 60 Elpidio Coppa (1935-1938, 1939-1941, 1946-1948) - 59 Ugo Conti (1946-1949, 1952-1953) - 52 Piero Andreoli (1938-1939) - 50 Massimo Rastelli (1990-1997) - 43 Mariano Marianetti (????-????) - 41 Danilo Michelini (1934-1937, 1945-1949) - 40 Giovanni Moscardini (1919-1924) |

## Tifoseria

### Storia
Il fulcro centrale della tifoseria rossonera è la Curva Ovest dello stadio Porta Elisa. Tra i gruppi ultras della Lucchese, vi è stato l'avvicendamento di varie realtà quali: Panthers Front, Tori Flesciati, Fedayn, Bull Dog 1998, Banda Thévenot, La mia squadra la mia città e La Meglio Gioventù. Ad oggi, la Curva Ovest ha due gruppi organizzati: Quei Bravi Ragazzi  e Vecchia Ovest, inoltre, la tifoseria della Lucchese è una delle poche in Toscana ad avere un orientamento politico di destra. 

### Gemellaggi e rivalità
Uno dei gemellaggi storici della Lucchese è con la tifoseria della Massese che dura da tanti anni. La tifoseria rossonera ha buoni rapporti soprattutto con le tifoserie di Fidelis Andria, Ravenna, Palermo, Casale (rapporto di amicizia e rispetto) e Viterbese (quest'ultima soprattutto per l'astio tra viterbesi e pisani) e con gli inglesi del Portsmouth.
La rivalità più forte è quella con i tifosi del Pisa, in quanto per i lucchesi si tratta del derby più sentito; l'elevato numero di campionati disputati insieme nel corso della storia (soprattutto in Serie C) hanno permesso alle due tifoserie di manifestare direttamente sugli spalti la propria rivalità per molti anni. Le città di Lucca e Pisa sono divise infatti da un odio millenario, e le rispettive controversie storiche si sono poi riversate sul calcio. Il derby, sfociato spesso in episodi violenti tra le due tifoserie, il più delle volte ha visto la necessità di un elevato dispiego di forze dell'ordine per evitare gli scontri, creando non pochi problemi di ordine pubblico. Altra grande rivalità si ha con i sostenitori dello Spezia e anche in questo caso si sono verificati diversi casi di violenza tra le due curve nel corso del tempo. Molto sentita dai tifosi rossoneri è anche la rivalità con il Livorno, sia per le opposte idee politiche delle due tifoserie che per la vicinanza delle città. Altre rivalità sentite si hanno con Viareggio, SPAL, Arezzo, Siena, Pistoiese, Prato, Empoli, Montevarchi, Carrarese e Reggiana.

## Organico

### Rosa 2024-2025
Rosa aggiornata al 31 agosto 2024.
| N. |                    | Ruolo | Calciatore                |
| -- | ------------------ | ----- | ------------------------- |
| 1  | Italia (bandiera)  | P     | Jacopo Coletta (capitano) |
| 2  | Italia (bandiera)  | D     | Damiano Ciucci            |
| 5  | Italia (bandiera)  | D     | Filippo Frison            |
| 6  | Italia (bandiera)  | D     | Andrea Gasbarro           |
| 7  | Togo (bandiera)    | C     | Malik Djibril             |
| 8  | Italia (bandiera)  | C     | Giorgio Tumbarello        |
| 9  | Italia (bandiera)  | A     | Simone Magnaghi           |
| 10 | Italia (bandiera)  | A     | Alessandro Selvini        |
| 11 | Senegal (bandiera) | A     | Babacar Ndiaye            |
| 12 | Italia (bandiera)  | P     | Lorenzo Allegrucci        |
| 14 | Italia (bandiera)  | D     | Ettore Quirini            |
| 19 | Italia (bandiera)  | A     | Francesco Fedato          |
| 21 | Italia (bandiera)  | C     | Elia Visconti             |
| 22 | Italia (bandiera)  | P     | Lorenzo Palmisani         |
| 23 | Italia (bandiera)  | D     | Tommaso Botrini           |

| N. |                    | Ruolo | Calciatore         |
| -- | ------------------ | ----- | ------------------ |
| 24 | Ghana (bandiera)   | C     | Nana Welbeck       |
| 27 | Austria (bandiera) | C     | Robert Gucher      |
| 29 | Italia (bandiera)  | D     | Edoardo Antoni     |
| 30 | Italia (bandiera)  | D     | Andrea Gemignani   |
| 33 | Italia (bandiera)  | D     | Alessio Sabbione   |
| 38 | Italia (bandiera)  | A     | Manuel Leone       |
| 70 | Italia (bandiera)  | C     | Edoardo Saporiti   |
| 71 | Italia (bandiera)  | C     | Manuel Moschella   |
| 77 | Italia (bandiera)  | C     | Gabriele Giacchino |
|    | Italia (bandiera)  | C     | Giovanni Catanese  |
|    | Italia (bandiera)  | C     | Daniel Zoppi       |
|    | Italia (bandiera)  | C     | Marco Ballarini    |
|    | Italia (bandiera)  | D     | Simone Benedetti   |
|    | Italia (bandiera)  | C     | Nicholas Rizzo     |

### Staff tecnico
- Giorgio Gorgone - Allenatore
- Emiliano Testini - Allenatore in seconda
- Giorgio Santarelli - Match analyst
- Simone Angeli - Collaboratore tecnico
- Patrizio Ianni - Preparatore atletico
- Mirco Vignale - Preparatore dei portieri
- Claudio Ferrarese - Direttore sportivo
- Riccardo Mocavini - Team manager
- Stefano Gianni - Medico sociale